# Maximilià I de Mèxic
Ferdinand Maximilian Joseph von Habsburg-Lothringen (6 de juliol, 1832 – 19 de juny, 1867) va néixer com a Ferran Maximilià Josep, príncep imperial i arxiduc d'Àustria, príncep reial d'Hongria i de Bohèmia però va renunciar als seus títols per a convertir-se en l'emperador Maximilià I de Mèxic i amb el nom en castellà de Fernando Maximiliano José. Va encapçalar doncs el Segon Imperi Mexicà de 1864 a 1867, fins que va morir afusellat per les tropes republicanes sota el comandament del futur president Benito Juárez.
Maximilià va néixer en el Palau de Schönbrunn de Viena, Àustria, del matrimoni de l'arxiduc Francesc Carles d'Àustria i de la princesa Sofia de Baviera; era el germà petit de Francesc Josep I, futur emperador d'Àustria i rei d'Hongria. De jove va sobresortir en l'estudi de la botànica i les ciències navals i va ser peça clau en el desenvolupament del port naval de Trieste, aleshores pertanyent a Àustria, tot col·laborant de manera decisiva en el triomf del seu país en la guerra amb el Regne de Sardenya, embrió de l'actual Itàlia. Pels seus serveis a l'imperi va ser nomenat virrei del Regne Llombardovènet.
El 27 de juliol, 1857 va contraure matrimoni amb la princesa Charlotte de Bèlgica, filla del rei Leopold I d'aquest país. Van viure a la ciutat de Milà fins a l'any 1859, data en què l'emperador austrohongarès, furiós per les polítiques liberals de Maximilià a Itàlia, el va fer renunciar. Al cap de poc de la renúncia de Maximilià, Àustria va perdre les seves possessions a Itàlia i l'arxiduc va decidir retirar-se de la vida pública en el seu castell de Miramare, molt a prop de Trieste.

## La corona de Mèxic
El 1859 Maximilià va ser contactat per primera ocasió pels conservadors mexicans (comissió de notables), els quals buscaven un príncep europeu per a ocupar la corona del Segon Imperi Mexicà que estaven planejant amb el suport de França i de l'Església catòlica. Maximilià no es va interessar en els plans i va preferir marxar a una expedició botànica als boscos tropicals de Sud-amèrica. Al seu retorn, el 1863, l'emperador Napoleó III de França el va pressionar perquè acceptés el tron i quan se li van mostrar xifres d'un plebiscit efectuat a la Ciutat de Mèxic, en el qual la majoria sol·licitava la seva presència com a emperador, va decidir acceptar l'oferta, no sense abans renunciar a tots els seus títols a fi d'evitar qualsevol ingerència del seu germà en les polítiques del seu futur govern.
Tanmateix, el plebiscit mostrat a Maximilià havia estat realitzat a la Ciutat de Mèxic sota la pressió de les tropes franceses en la capital mexicana. Addicionalment, feia tot just quaranta anys que el primer emperador mexicà havia estat derrocat, bandejat i posteriorment afusellat. En tot aquest temps els intents espanyols per recolonitzar el país, la Guerra d'independència de Texas, els conflictes entre liberals i conservadors, la brutal invasió nord-americana i la més recent invasió francesa havien aniquilat les arques, l'exèrcit i la moral de la nova nació. Una part important dels mexicans havia abandonat les seves esperances en les alternatives polítiques de l'aristocràcia i va donar suport al primer president indígena de tot Amèrica, Benito Juárez, un ferm partidari del sistema republicà i un liberal.

### Comissió Mexicana
La comissió mexicana enviada en representació de l'Assemblea estava composta pels onze noms següents:
1. José María Gutiérrez Estrada
2. José Manuel Hidalgo
3. Ignacio Aguilar y Marocho
4. Francisco Javier Miranda
5. Joaquín Velázquez de León
6. Adrián Woll
7. Tomás Murphy
8. Antonio Escandón
9. Antonio Suárez Peredo
10. José Maria de Landa
11. Angel Iglesias y Domínguez

## Segon Imperi Mexicà

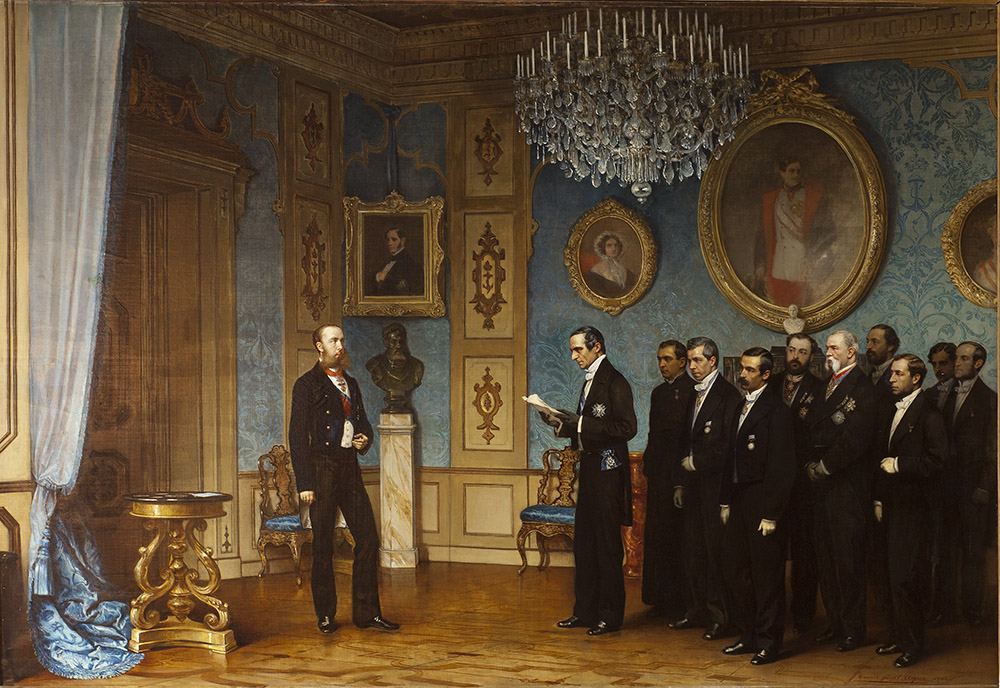
L'oferiment a Maximilià d'Habsburg de la corona mexicana per la Comissió Mexicana.

Maximilià fou coronat el 10 d'abril de 1864 i va arribar al port de Veracruz el 28 de maig, 1864 entre el goig i l'alegria dels estaments conservadors. La travessia a la Ciutat de Mèxic li va oferir un panorama diferent: un país ferit per la guerra i profundament dividit en les seves conviccions. En arribar a la ciutat va escollir el Castell de Chapultepec com a residència i va manar traçar un camí que el connectés al centre de la ciutat que va anomenar "Avinguda de l'Emperadriu" (l'actual Passeig de la Reforma).
Atès que Maximilià i Carlota no podien tenir fills, van adoptar Agustín de Iturbide y Green i el seu cosí Salvador de Iturbide y de Marzán, ambdós nets d'Agustín de Iturbide, el primer emperador de Mèxic. Agustín de Iturbide y Green va rebre el títol "Sa Altesa, el Príncep d'Iturbide", i pretesament havia de ser l'hereu al tron mexicà. Tot i que no tenen cap reconeixement oficial (a Mèxic els títols nobiliaris són prohibits per la llei), els descendents del Príncep d'Iturbide encara ostenten llur títol.
Molt poc va gaudir Maximilià del suport conservador. Sent un home de conviccions liberals, es va interessar molt aviat pel programa dels republicans i va oferir l'amnistia als seus enemics, i com que simpatitzava amb les polítiques liberals i nacionalistes mexicanes, va establir algunes mesures concordes amb els seus ideals, com ara el repartiment de les terres als camperols, la llibertat de culte i el dret al vot dels desposseïts, coses que van causar un profund descontentament entre les files conservadores. Els liberals van veure els canvis amb simpatia però la seva cúpula, encapçalada pel president Benito Juárez, romania ferm en el seu propòsit d'enderrocar la monarquia i derrotar les tropes franceses que li donaven suport, així com en el seu desig de tornar a un règim nacional i republicà tot restaurant la constitució federal de 1858.
Al final els canvis polítics a escala internacional van repercutir en l'Imperi Mexicà. Els Estats Units, que durant la major part del temps havien estat lliurant una guerra civil entre els estats del nord i els del sud, ja havien aconseguit la pau i estaven preparats per donar suport al govern republicà de Juárez. Napoleó III de França, per la seva banda, s'enfrontava amb serioses amenaces a Europa i requeria que les seves tropes tornessin a França. Amb el suport econòmic dels nord-americans a la facció republicana i sense l'ajut francès ni el dels conservadors del país, poc li quedava per fer a Maximilià. Va decidir afrontar les conseqüències tot desoint els consells que li suggerien de tornar a Àustria, i va decidir lluitar, però l'exèrcit republicà aviat va vèncer els conservadors i va prendre el control del país.
Després d'un judici en absència celebrat al teatre municipal per un coronel i sis capitans, sense dret a apel·lacions i basant-se en un interrogatori que l'emperador es va negar a contestar, va ser condemnat a mort. Els monarques europeus van sol·licitar que Benito Juárez li atorgués el perdó, però el president mexicà volia fer una declaració davant d'Europa: Mèxic mai més no toleraria cap intervenció estrangera. Maximilià va morir afusellat al Turó de les Campanes de la ciutat de Querétaro el 19 de juny de 1867. Les seves restes van ser dipositades l'any següent dins la Cripta Imperial de l'Església dels Caputxins, a Viena.
La seva esposa, l'emperadriu Carlota, fou repatriada a Àustria i embogí de paranoia. Passà per diversos llocs de reclusió psiquiàtrica i morí el 1927 a Bouchot, Bèlgica.